# Parque nacional Laguna del Tigre
El parque nacional Laguna del Tigre es un área protegida ubicada en el municipio de San Andrés en el departamento de Petén, Guatemala y forma parte de las zonas núcleos de la reserva de la biosfera Maya. Está conformado por cuatro lagunetas llamadas: La Lámpara, La Canaleta, La Gloria y Lago Azul. El parque colinda con un biotopo del mismo nombre y ambas áreas en conjunto cubren más de 335 080 hectáreas. Este parque nacional sirve como un nexo entre el este y suroeste de la Biosfera Maya. Contiene paisajes singulares como lagunas y humedales que forman la mayoría de sus hábitats.

## Amenazas
El parque es amenazado por la presencia humana permanente, cambio de uso, tala, caza, pesca, incendios forestales y otras, ligadas a la actividad petrolera.  Al abrirse rutas de acceso las actividades humanas se han facilitado en áreas alejadas, y se ha creado una situación social muy compleja, complicando el control e investigación de gran parte del área. 
El contrato de concesión N.º 2-85 se refiere al «campo Xan» (cuarenta y siete pozos perforados), cuya exploración inicia al principio de la década de 1950. Este contrato está inicialmente vinculado a la empresa Basic Resources, fundada en los años 60 por John D. Park, uno de los abogados que participó en la elaboración del Código del Petróleo tras la contrarrevolución de 1954. Basic Resources comienza a explorar los posibles yacimientos petroleros en Guatemala durante la década de 1970 e inició su explotación comercial en 1980, en medio de la Guerra Civil de Guatemala y represión del Estado. Es la década de 1970, que Basic Resources se asocia a un consorcio llamado «Operación Conjunta», dirigido por la empresa pública francesa Elf Aquitaine.
Para 1993, Basic Resources ya tenía establecida una refinería en La Libertad, y un oleoducto hasta los pozos Xan en la Laguna del Tigre.
Basic Resources firmó el 13 de agosto de 1985 el contrato 2-85 con el Ministerio de Energía y Minas (MEM), por una duración de 25 años.
A partir de los años 90 y con la promulgación de leyes sobre áreas protegidas civil comienza a organizarse para denunciar los impactos negativos de la explotación petrolera en la Laguna del Tigre.
La explotación de Basic Resources en esta zona ha sido duramente criticada por sus consecuencias ambientales, que no logra ocultar a pesar de la implantación de supuestos proyectos de conservación del medio ambiente. Finalmente, al finalizar de la década de 1990 la empresa Basic Resources fue comprada por la compañía estadounidense Union Pacific, y vendida de nuevo en 2001, por 102,5 millones de dólares a la sociedad privada francesa Perenco.
Los defensores del ambiente reclaman que la extracción del crudo en el área del parque Laguna del Tigre, ha provocado daños irreparables a esa zona protegida. Para cubrir los daños en el parque nacional Laguna del Tigre, se fijó una fianza por el valor de 50 mil quetzales ( moneda nacional) para cubrir los posibles daños o perjuicios que pueda ocasionar al Estado o a Terceras personas, la cual hizo efectiva el 27 de noviembre de 2013. El expresidente Álvaro Colom renovó el contrato con la empresa petrolera por 15 años más, se acordó que PERENCO (Perenco Guatemala Limited), destinará 10 centavos de dólar por cada barril extraído para reforestar la Laguna del Tigre.

## Biodiversidad
La Laguna del Tigre pertenece a la región ecológica del bosque húmedo. Los estudios de la vegetación revelan que está compuesta por un alto número de plantas adaptadas a los diferentes ambientes. El parque contiene tres zonas vegetales de diferente composición, con 14 ecosistemas naturales.
Los pantanos son zonas donde el terreno es siempre húmedo. Estos hábitats tienen una larga historia de incendios. Al parecer los incendios en la sabana provocan su expansión.